# Steinfurt (Észak-Rajna-Vesztfália)
Steinfurt város Németországban, Észak-Rajna-Vesztfáliában; járási székhely. Lakosainak száma 35 456 fő (2023. december 31.).

## Történelme
Steinfurt városa 1975. január 1-jén Borghorst és Burgsteinfurt város egyesüléséből jött létre.
Nevét először a 10. század elején említették. A város a von Bentheim-Steinfurt hercegi család székhelye volt. Az általuk itt épített várat először 1155-ben említették meg egy dokumentumban.
A vár bejáratánál levő egykori piactér környéken alakult ki a mai óváros. A település 1347-ben nyert városjogot, majd 1400 körül erődítéssel is körülvették.
A von Bentheim-Steinfurt hercegi család fejedelmi kastélya (Schloss von Beintheim-Steinfurt) Münsterland legnagyobb vizivára, és egyúttal Vesztfália legnagyobb kör alakú vára is.
A várhoz tartozó román templom – a vár lovagtermével egyidőben – a 12. században épült. A belső udvarhoz tartozó reneszánsz erkélye 1595-ben épült, szép kastély parkkal (Bagno).

## Földrajza
Steinfurt Horstmar és Metelen községekkel határos.

### Városrészek
- Burgsteinfurt (65,2 km²)
- Borghorst (46,2 km²)

## Nevezetességek
- Fejedelmi kastély (Schloss von Beintheim-Steinfurt)
- Városháza (Rathaus) - 1561-ben épült.
- Johanita -rend megmaradt épületrészei
- Gótikus temploma - 14.-15. században épült.

## Testvértelepülések
- Rijssen-Holten
- Liedekerke
- Neubukow

## Itt tevékenykedett személyek
- Wilhelm Ackermann (1896–1962) – német matematikus.
- Johannes Althusius (Althaus), (1563–1638) – német államtudós, jogtudós.
- Wolf-Michael Catenhusen(wd) (1945–2019), az SPD politikusa, a Szövetségi Oktatási és Kutatási Minisztérium korábbi államtitkára.
- Jeffrey Burns (1950–2004), amerikai zongorista
- Emil Dönges(wd) (1853–1923) – prédikátor, bibliakiadó, a Testvérgyülekezet könyvkiadója.
- Johannes Gigas(wd) (1582–1637) – térképész, orvos, matematikus és fizikus, egyetemi tanár.
- Friedrich Hartmann Graf (1727-1795) - német zeneszerző.
- Johann Heinrich Heidegger (1633-1698) - svájci református teológus.
- Thomas Hoeren (született 1961), a médiatudomány professzora és OLG bíró
- Christoph Ludwig Hoffmann (1721-1807) - az orvostudomány és a filozófia professzora, az opto-mechanikus távírók feltalálója.
- Eike Hovermann (született 1946) - német politikus (SPD), a német Bundestag korábbi tagja.
- Richard Hülsenbeck (1892-1974) - német dadaista.
- Johann Friedrich Klöffler (1725-1790) - az úgynevezett Mannheim-iskola német koncertmestere és zeneszerzője.
- Arnold Kock (1822-1879) - német textil vállalkozó.
- Alexander Koenig (1858-1940) - német zoológus.
- John Henry Mackay (1864-1933) - skót származású német író.
- Heinrich Neuy (1911-2003) - a német Bauhaus művész.
- Blinky Palermo (1943-1977) - Beuys diákja és művész.
- Elisabeth Piirainen (született 1943) - német nyelvész.
- August Reinking (1776-1819) - német festő és bírósági építész.
- Heinrich Reiß (1919-2005) - német protestáns teológus és a vesztfáliai evangélikus egyház elnöke (EKvW).

## Galéria

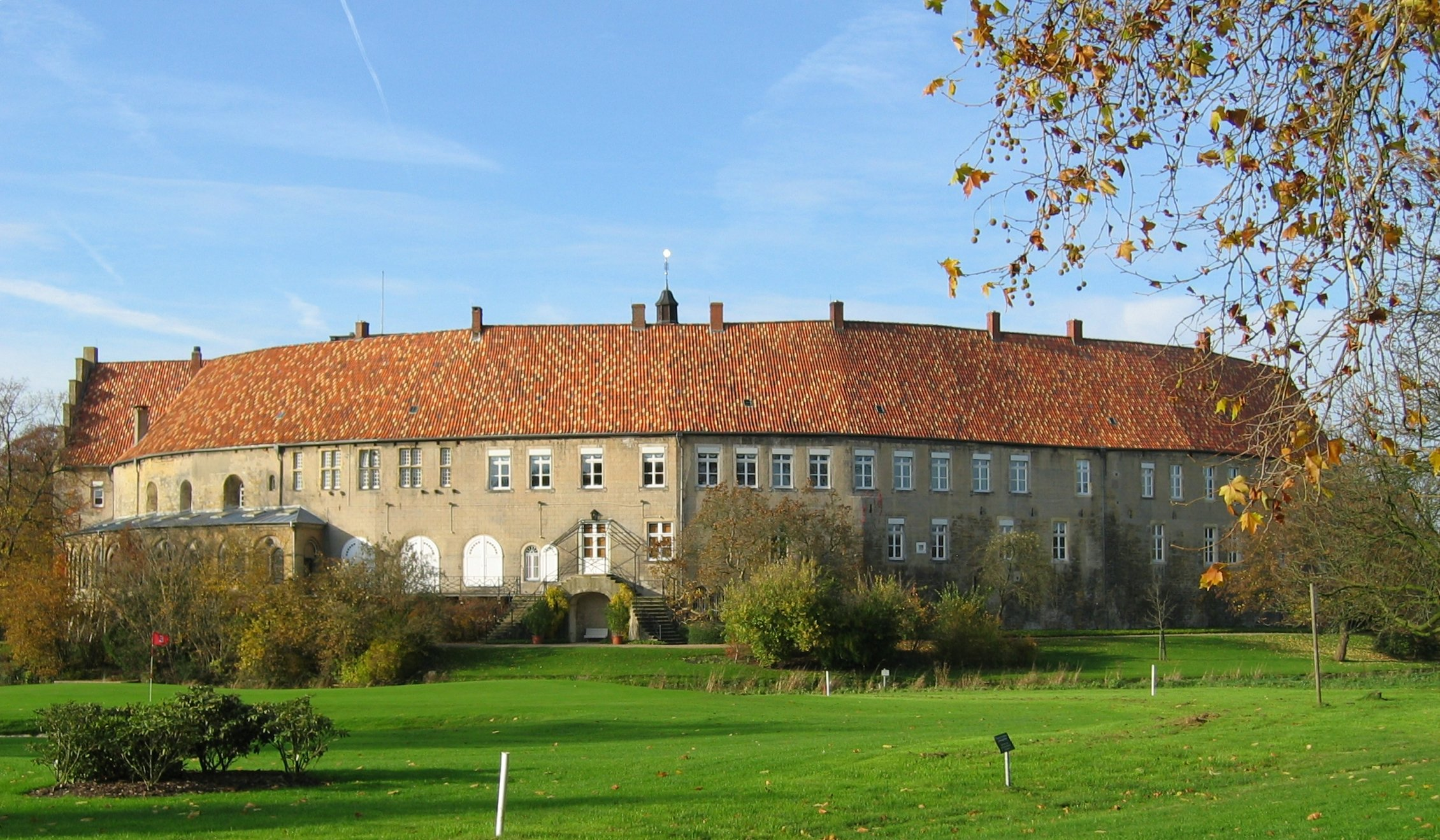
Burgsteinfurt kastély
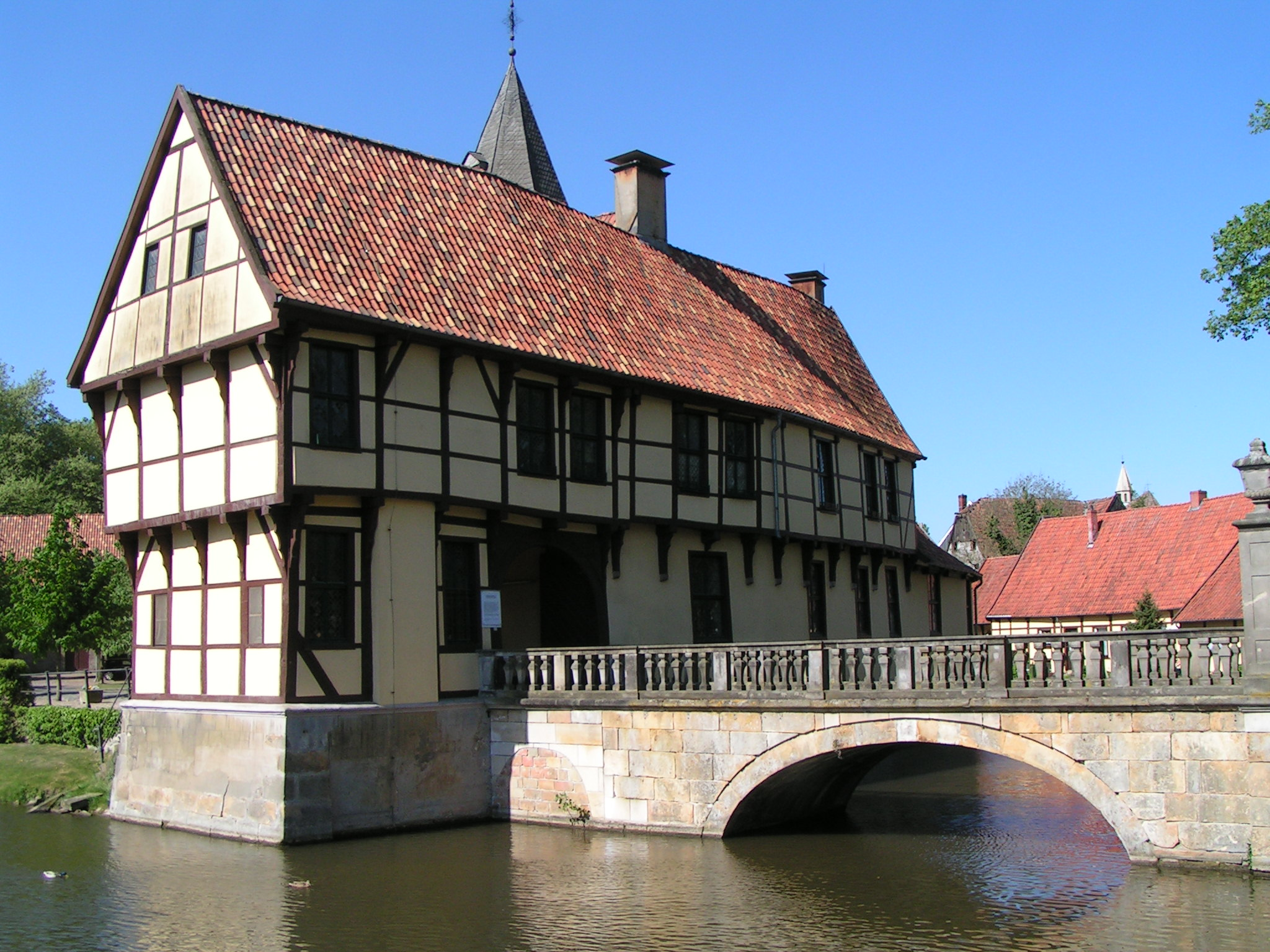
Burgsteinfurt kastély kapuháza
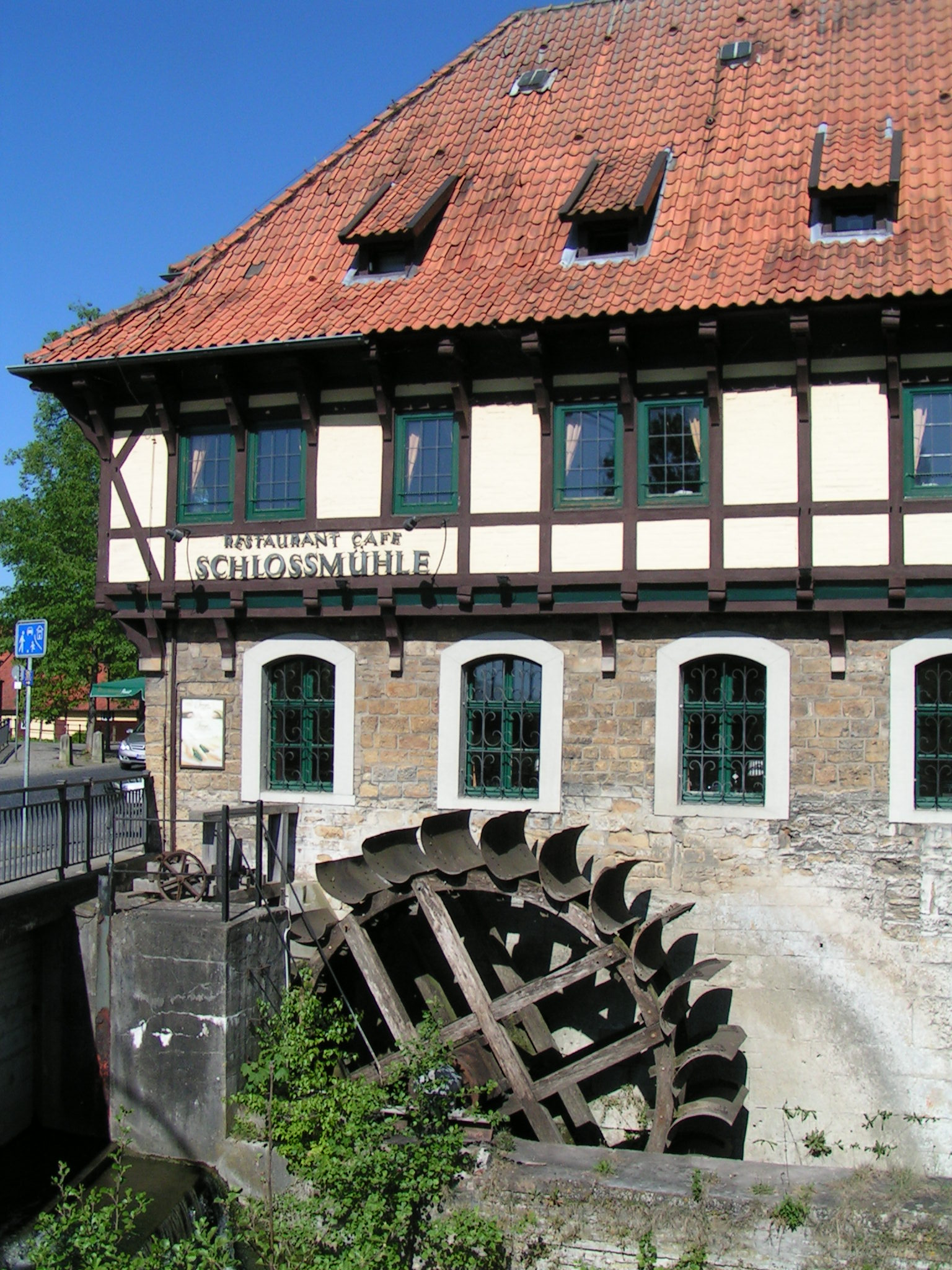
kastélyi malom  Burgsteinfurtban
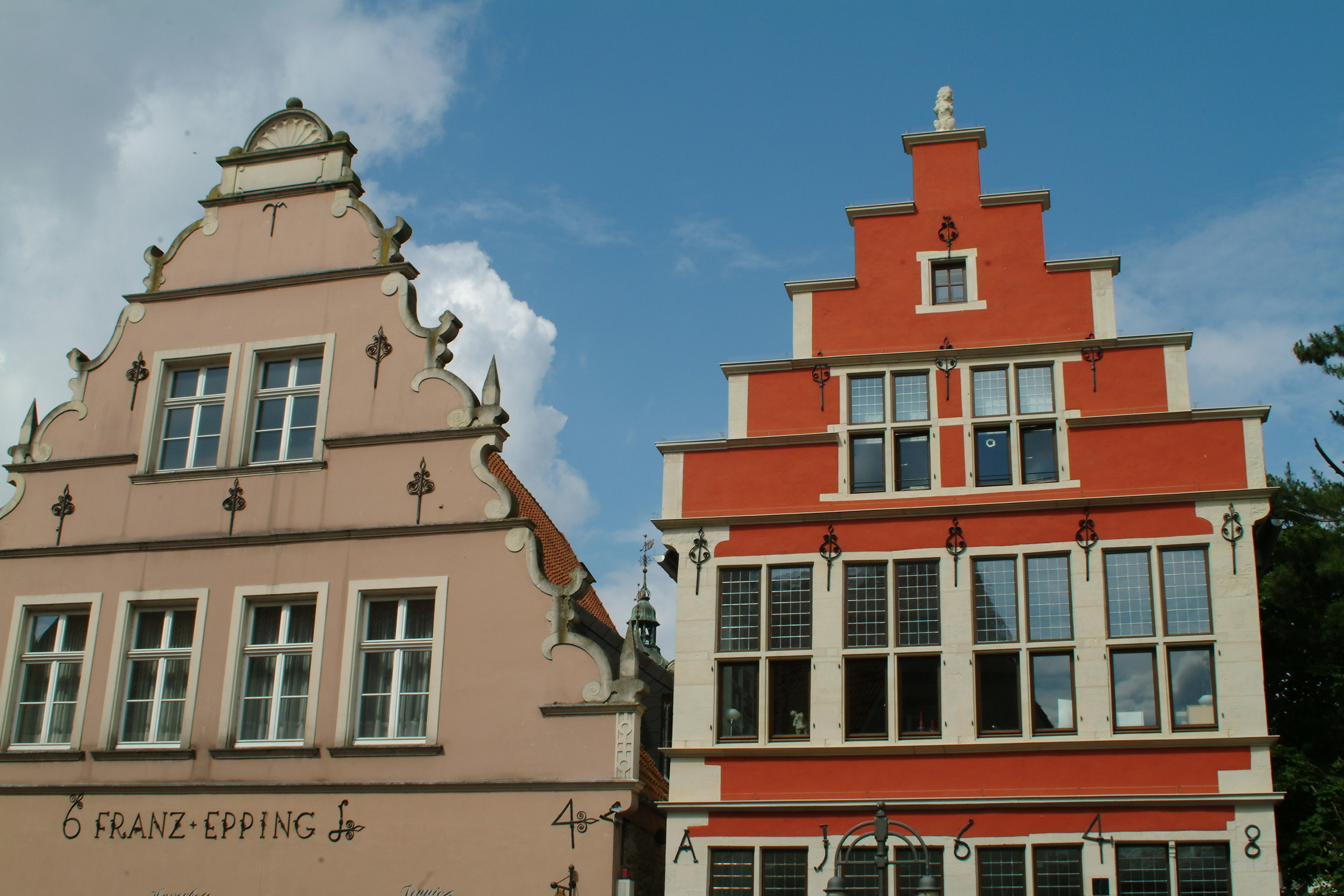
házak a piactéren
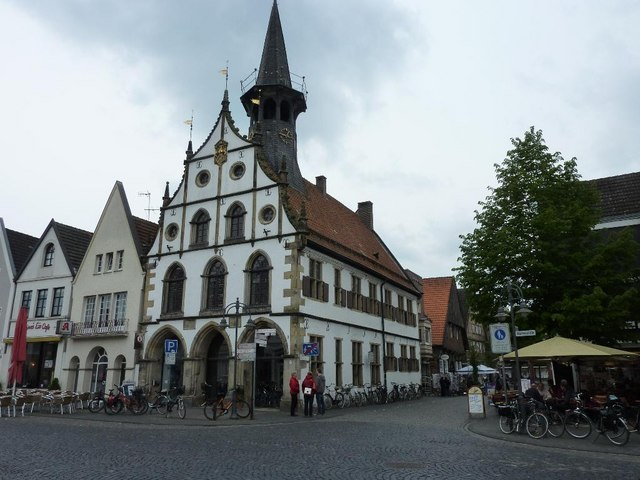
a régi tanácsház a piactéren
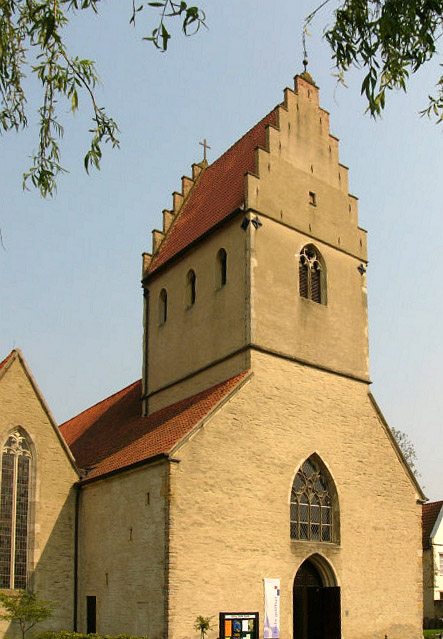
A nagy templom Burgsteinfurt
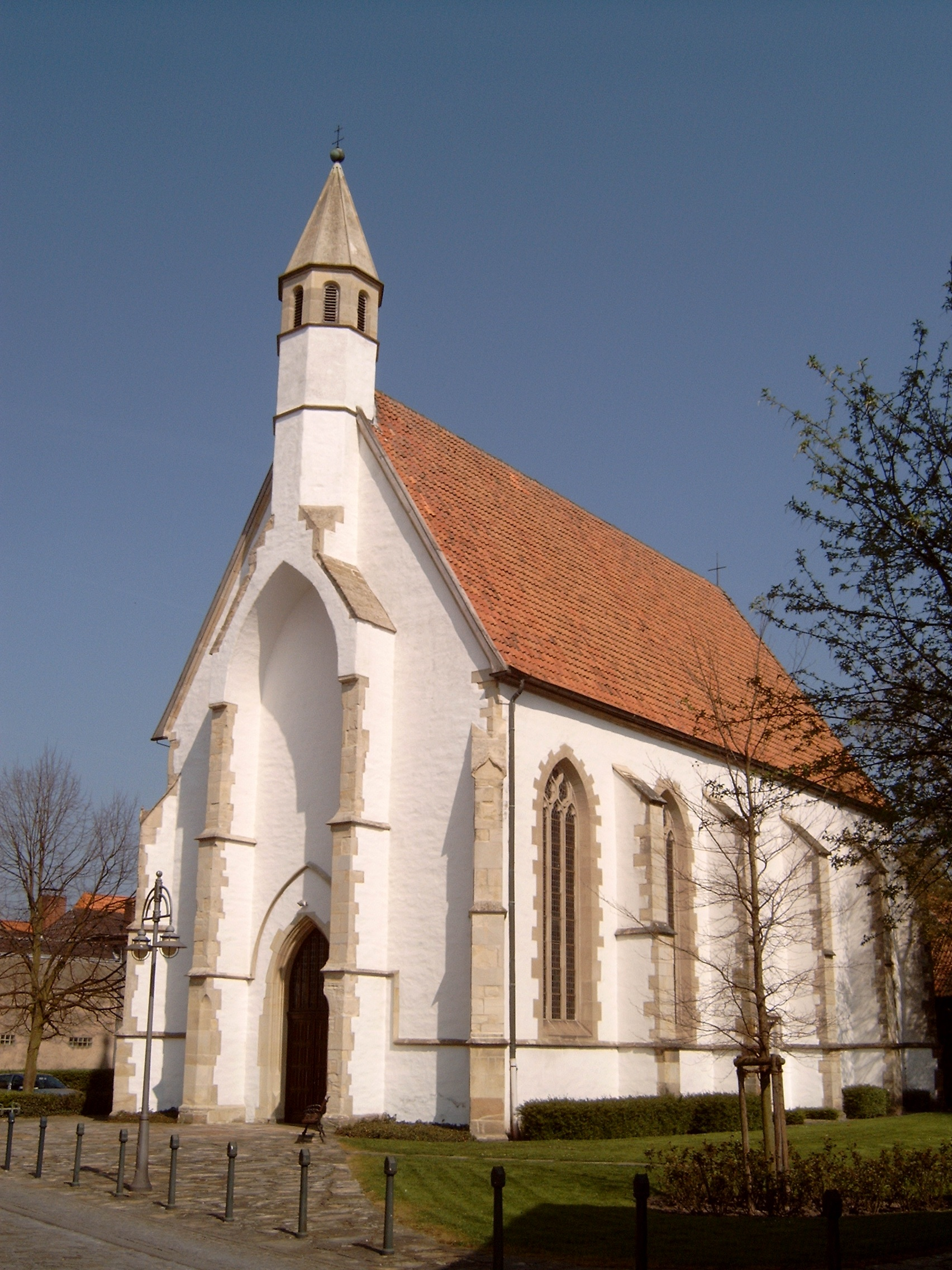
A kis templom Burgsteinfurt
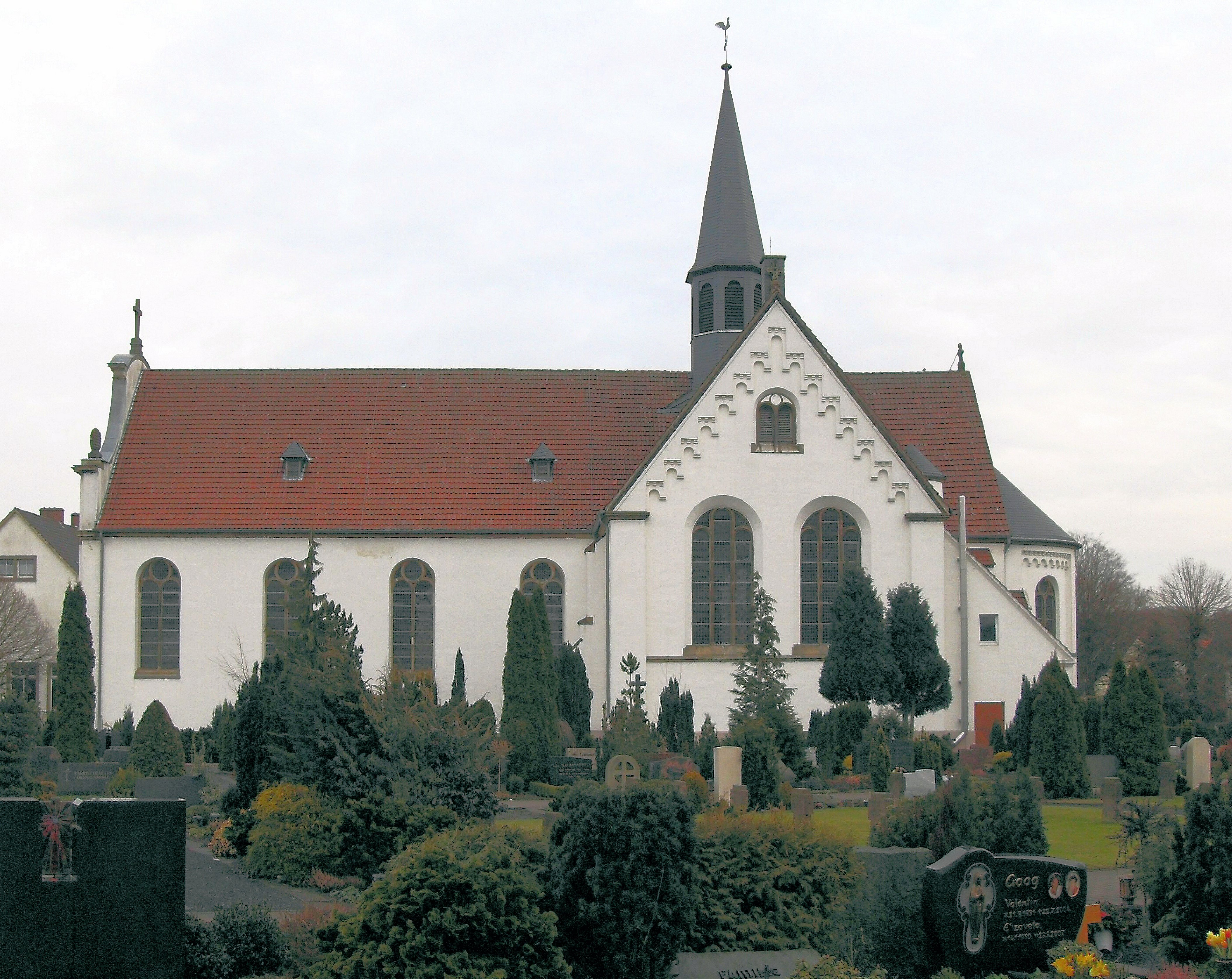
katolikus templom St. Johannes Nepomuk